# Сьюдад Обрегон
Сьюдад-Обрегон (ісп. Ciudad Obregón) — місто і муніципалітет в Мексиці, входить у штат Сонора. Населення 270 992 особи.  
Місто обслуговує міжнародний аеропорт Сьюдад-Обрегон.

## Історія
Місто засноване в 1927 году. Раніше місто називалося Кахеме (ісп. Cajeme). Місто отримало сучасну назву (Сьюдад-Обрегон) в честь мексиканського революціонера Альваро Обрегона. Після революції Альваро став президентом Мексики і розпочав «сільськогосподарську революцію» в долині Яки.

## Фотографії

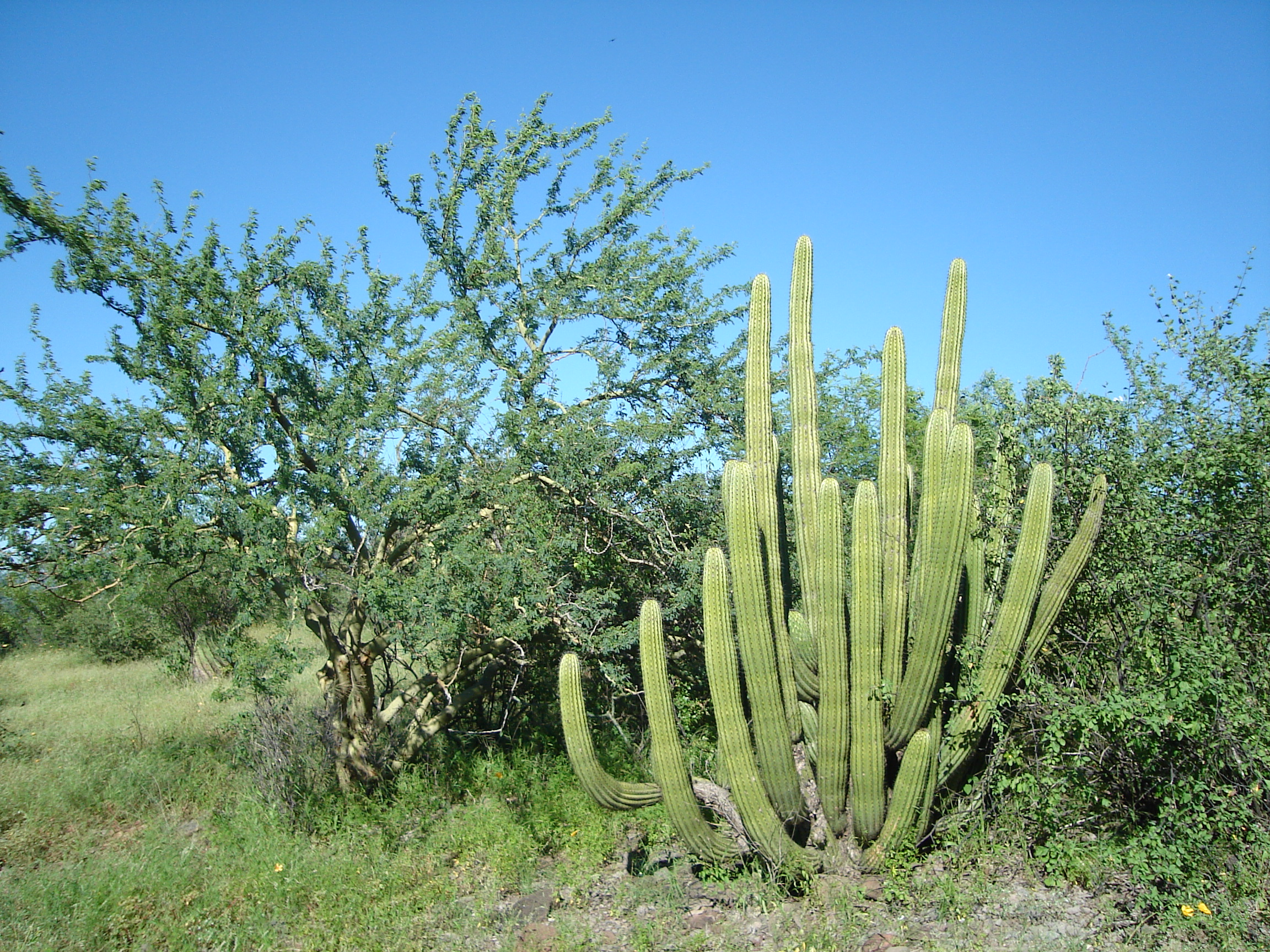
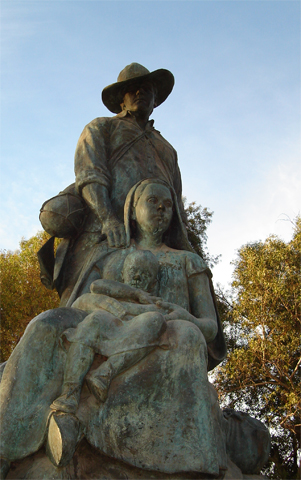
Пам'ятник
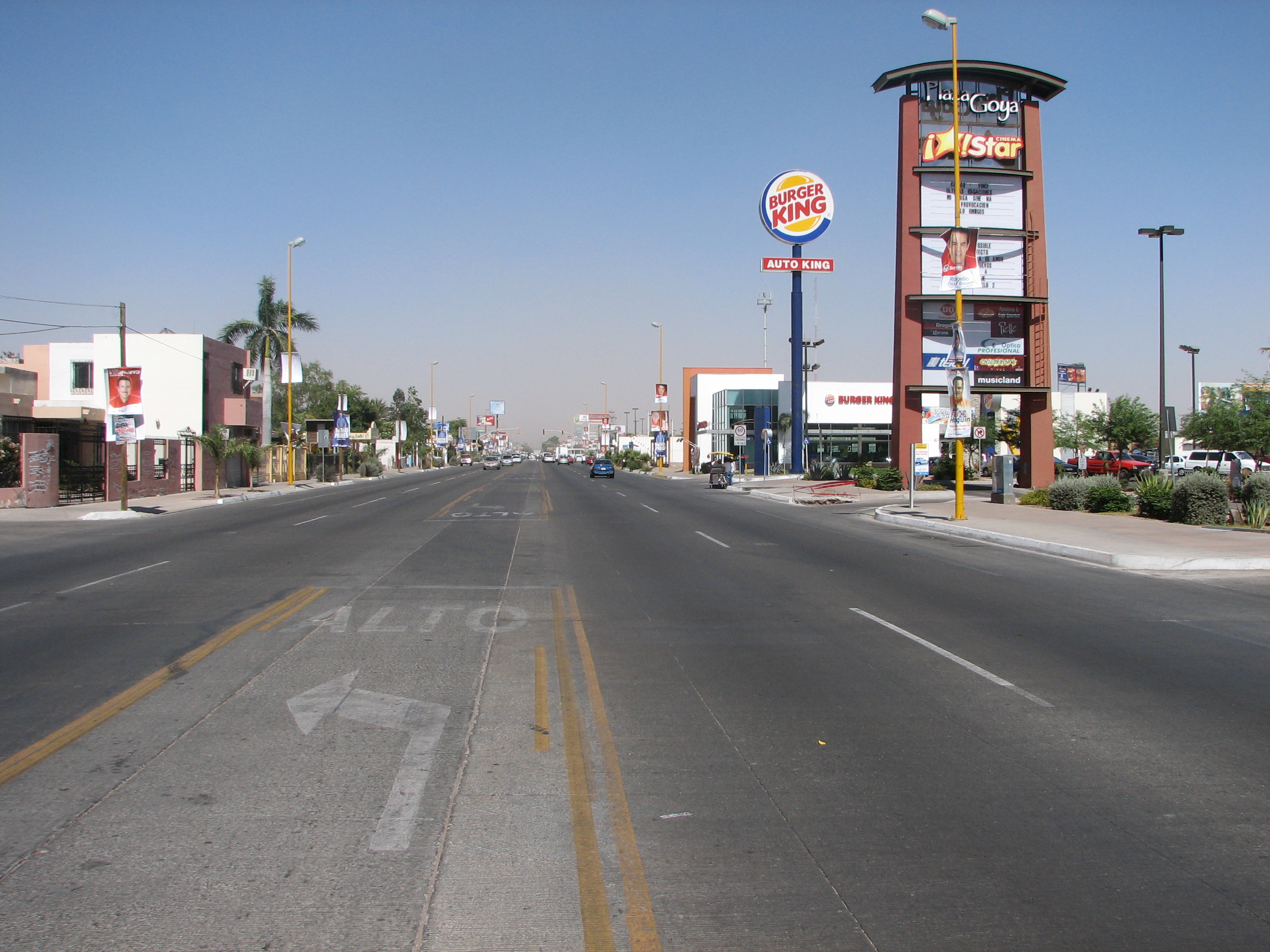
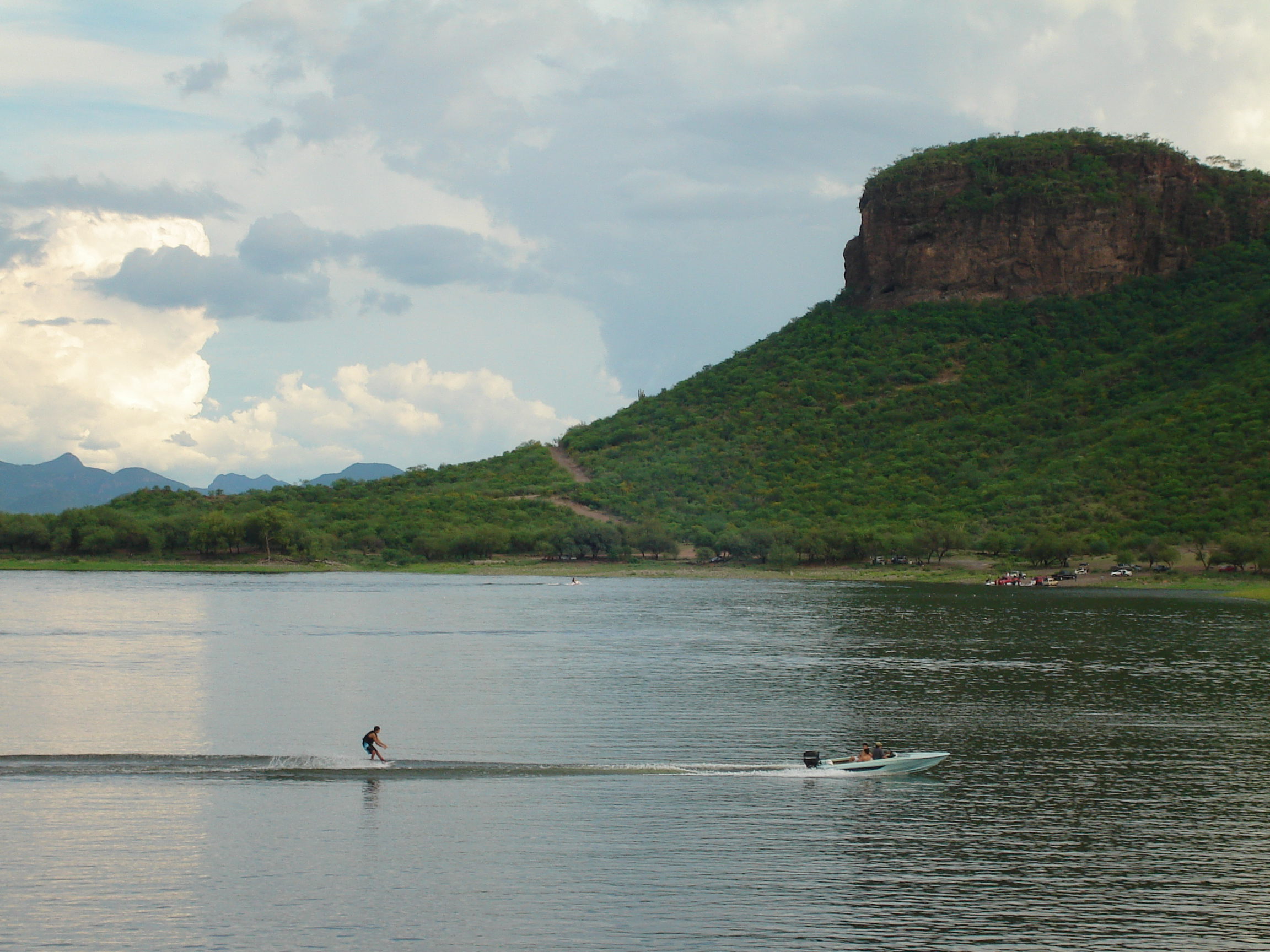
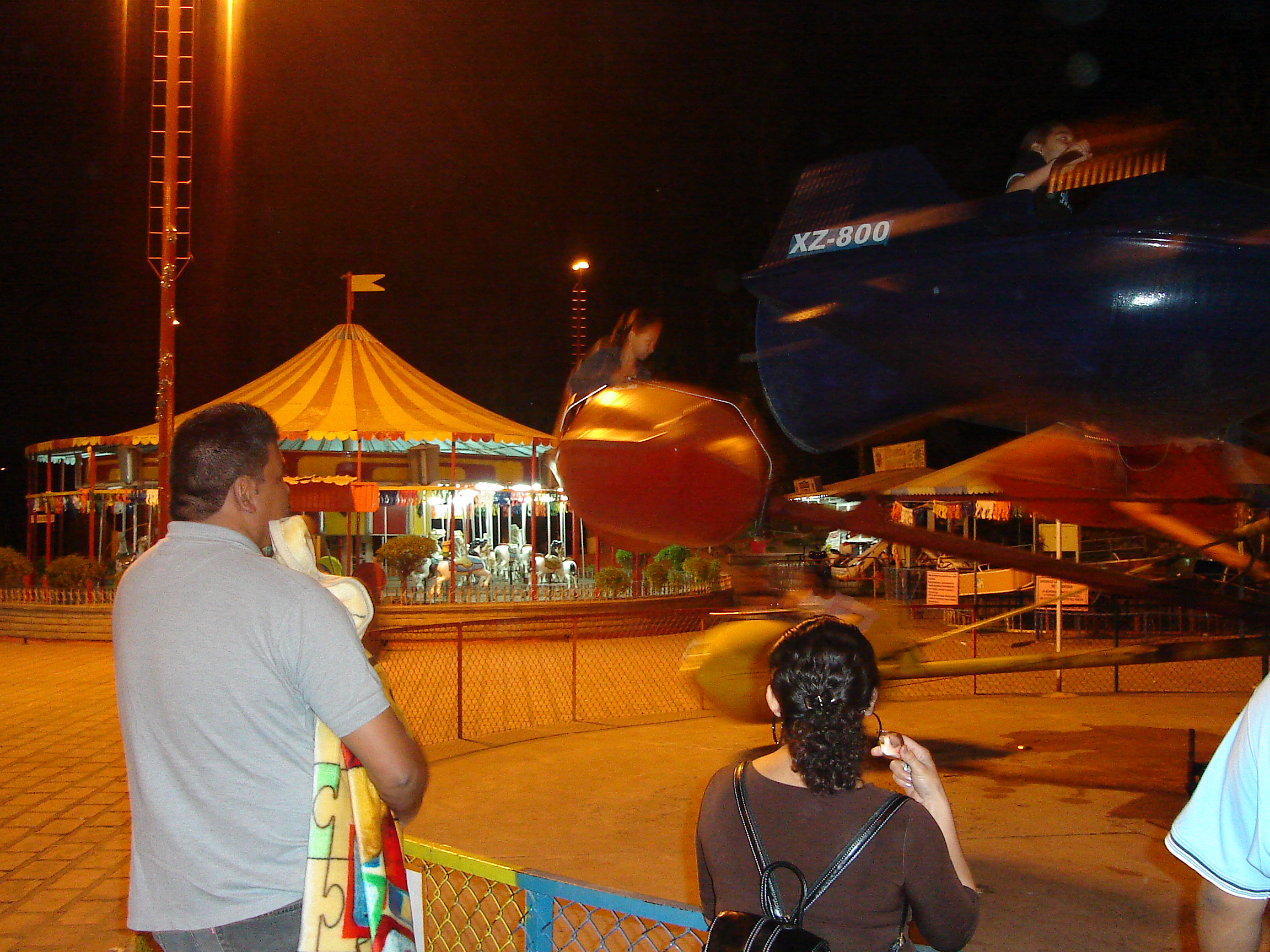
Парк
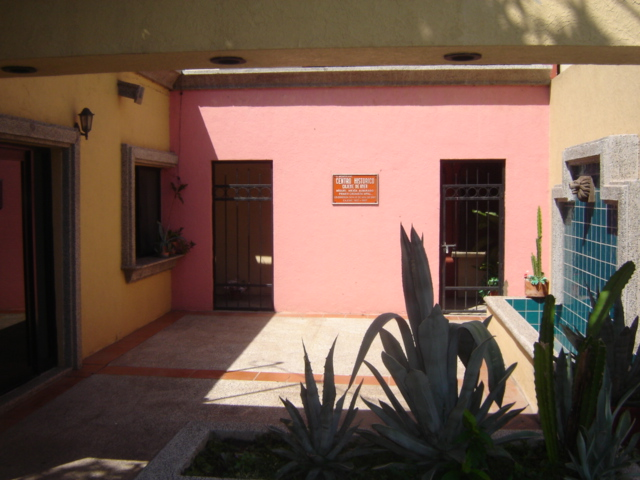